# Босой
Босой (Босо кӀуотар) — покинутый аул в Чеберлоевском районе Чеченской Республики.

## География
Аул расположен на правом берегу реки Шароаргун, к юго-востоку от районного центра Шаро-Аргун.
Ближайшие населённые пункты и развалины покинутых аулов: на севере — бывший аул Нежелой, на северо-западе — бывший аул Дургинаул, на северо-востоке — бывшие аулы Багинаул, Чуреймохк и Батыйаул, на юго-западе — село Дай и бывший аул Циндой, на юго-востоке — село Нохчи-Келой и бывший аул Чубах-Кенерой.